# Kaspar Villiger
Pour les articles homonymes, voir Villiger.
Kaspar Villiger, né le 5 février 1941 à Pfeffikon (Lucerne), est un homme politique et un industriel suisse (cigares Villiger Fils – Lucerne), membre du Parti radical-démocratique. Il est conseiller fédéral de 1989 à 2003 et président du conseil d'administration d'UBS de 2009 à 2012.

## Biographie
Kaspar Villiger naît le 5 février 1941 à Pfeffikon, dans le canton de Lucerne. Son père, Max Villiger, est directeur de la fabrique de cigares Villiger Fils. Il est issu d'une famille protestante, dans un canton majoritairement catholique. Kaspar Villiger étudie d'abord à l'École cantonale d'Aarau, puis à l'École polytechnique fédérale de Zurich où il obtient le titre d'ingénieur en mécanique. Il a par ailleurs le grade de capitaine à l'armée.
Après la mort de son père en 1966, il rejoint son frère aîné, Heinrich, à la direction de la fabrique familiale de cigares Villiger Fils, à l'âge de 25 ans. Sous leur direction, le groupe Villiger s'agrandit pour atteindre 400 employés, et se diversifie dans la fabrication de bicyclettes avec le rachat, en 1980, de l'entreprise Kalt. En 1989, il remet ses parts dans l'entreprise à son frère à la suite de son élection au Conseil fédéral.
Avant 1989, il siège également dans plusieurs autres conseils d'administration, notamment ceux de la Neue Zürcher Zeitung (1988-1989), des Forces motrices de Suisse centrale (CKW) et des ciments Portland,.

## Débuts en politique
Kaspar Villiger est député radical au parlement cantonal du canton de Lucerne de 1972 à 1982. À la suite de la démission d'Erwin Muff, élu au Conseil d'État, il entre au Conseil national en 1982, en cours de législature. Il y reste jusqu'en 1987, puis est élu au Conseil des États dès le premier tour des élections fédérales de cette année-là, remplaçant son collègue de parti Peter Knüsel. Il y siège jusqu'en 1989. En tant que conseiller national, il est membre de la commission des affaires militaires de 1983 à 1987. Au Conseil des États, il est membre de la commission de gestion et de la commission des transports.
En 1985, il se prononce contre l'adhésion de la Suisse à l'Organisation des Nations unies lors du vote au Conseil national, position qu'il regrette quelques années plus tard. En 1986, le magazine Politik und Wirtschaft effectue un classement des parlementaires suisses et cite Kaspar Villiger parmi les plus influents. À partir de 1986, à la suite de la catastrophe nucléaire de Tchernobyl, il intervient à plusieurs reprises aux chambres fédérales à ce sujet et demande notamment que la construction de nouvelles centrales nucléaires soit soumise au référendum facultatif, mais n'obtient pas gain de cause,,. En 1988, dans le cadre de la révision du droit des sociétés anonymes, il demande que les offres publiques d'achat (OPA) soient davantage encadrées juridiquement, mais ses propositions ne trouvent pas de majorité. Pendant les sept ans qu'il passe aux Chambres fédérales, Kaspar Villiger vote conformément à la position de son parti lors de tous les votes pris à l'appel nominal.

## Conseiller fédéral

### Élection
En 1989, la démission en cours de législature de la conseillère fédérale Elisabeth Kopp, elle aussi membre du Parti radical-démocratique, permet à Kaspar Villiger d'accéder à une nouvelle fonction. Le 20 janvier 1989, il est choisi par son parti comme candidat au Conseil fédéral face à Riccardo Jagmetti, Franz Steinegger et Georg Stucky. Avant son élection, il exprime un intérêt particulier pour le Département fédéral de l'économie publique, mais se dit prêt à reprendre n'importe quel dicastère.
Kaspar Villiger est élu par l'Assemblée fédérale au premier tour de scrutin au Conseil fédéral le 1er février 1989, devenant le 99e conseiller fédéral de l'histoire. Ayant le soutien déclaré de tous les partis gouvernementaux et du Parti libéral suisse, il rassemble 124 voix sur 235 bulletins valables, tandis que Monika Weber, conseillère aux États, membre de l'Alliance des Indépendants et seule autre candidate officielle, en obtient 33. Les autres voix vont à des personnalités qui ne sont pas, ou plus, candidates: 35 pour Franz Steinegger, 19 pour Georg Stucky, 13 pour Lilian Uchtenhagen et 11 voix éparses.
À la suite de cette élection, le canton de Zurich ne compte plus d'élu au Conseil fédéral pour la première depuis 1848. Kaspar Villiger en est membre du 1er février 1989 au 31 décembre 2003 et dirige successivement deux départements. Il annonce sa démission le 16 septembre 2003 pour la fin de la législature.

### Département militaire fédéral
Du 3 février 1989 au 31 octobre 1995, Kaspar Villiger est à la tête du Département militaire fédéral. En 1989, il préside les commémorations, nommées « Diamant », des cinquante ans de la Mobilisation de 1939. La même année, il dirige la campagne du Conseil fédéral contre une initiative populaire demandant l'abolition de l'armée lancée par le Groupe pour une Suisse sans armée (GSSA). L'initiative est rejetée le 26 novembre 1989, mais obtient 35 % de oui alors que, pendant la campagne, Kaspar Villiger a déclaré qu'un score supérieur à 18 % serait une « catastrophe ». Si ce score a conforté les volontés de réforme de l'armée, l'ampleur de son impact fait encore débat. Le 6 juin 1993, il mène la campagne du Conseil fédéral contre l'initiative populaire « pour une Suisse sans nouveaux de combats », un autre texte du GSSA demandant cette fois que la Suisse renonce à l'achat de 34 F/A 18. L'initiative est rejetée par 57 % des voix.
Pendant son mandat, il doit également faire face au scandale des fiches et à la révélation de l'existence d'une organisation militaire secrète, la P26. Enfin, il mène à bien une réforme importante de l'armée suisse, nommée Armée 95. Il indique son intention de procéder à cette réforme en mai 1989, peu après son entrée en fonction. En 1990, un groupe de travail présidé par le conseiller aux États Otto Schoch présente une série de propositions. En mai 1991, Kaspar Villiger présente les grandes lignes d'Armées 95, en reprenant une partie des réformes proposées dans le rapport d'Otto Schoch. Armée 95 entre en vigueur progressivement à partir de la fin de l'année 1994. Elle diminue notamment les effectifs d'un tiers, passant de 600 000 à 400 000 personnes, et intègre complètement les femmes aux unités classiques, mettant ainsi fin au Service féminin de l'armée. Un aspect de la réforme, la création d'un corps suisse de casques bleus, est toutefois rejeté lors d'un référendum le 12 juin 1994.

### Département fédéral des finances
Kaspar Villiger change ensuite de département et assume, du 1er novembre 1995 au 31 décembre 2003, la responsabilité du Département fédéral des finances. Dans ce cadre, il négocie un accord sur la fiscalité de l'épargne avec l'Union européenne qui permet à la Suisse de maintenir le secret bancaire. En 2001, il appuie le soutien étatique en faveur de la compagnie aérienne Swiss qui est créée à la suite de la faillite de Swissair.

### Président de la Confédération
Kaspar Villiger assume la présidence de la Confédération suisse en 1995 et en 2002. Il prononce à ce titre un discours le 7 mai 1995 dans lequel il présente des excuses au nom du gouvernement pour le tampon J apposé sur le passeport des juifs pendant la Seconde Guerre mondiale.
Il préside à nouveau l'exécutif pendant l'année de l'Exposition nationale de 2002. Sa seconde présidence voit l’adhésion de la Suisse à l'Organisation des Nations unies, à laquelle il s'était opposé lors d'un premier vote en 1986 mais à laquelle il est devenu favorable,.

## Activités après le Conseil fédéral
Kaspar Villiger est président du conseil d'administration d'UBS du 15 avril 2009 au 3 mai 2012. Alors qu'il était précédemment un fervent défenseur du secret bancaire, il modifie sa position et se prononce en 2012 pour son abolition.
De 2004 à 2009, il est également membre des conseils d'administration de Nestlé, de Swiss Re et de la Neue Zürcher Zeitung.
En février 2020, il est mis en cause dans l'affaire qui entoure l'entreprise Crypto AG. Cette société, basée en Suisse, aurait appartenu aux services de renseignement américain (CIA) et allemand (BND) et aurait contribué à des opérations d'espionnage. La Schweizer Radio und Fernsehen affirme, sur la base de documents de ces deux services de renseignement, que Kaspar Villiger en a été informé, en tant que chef du Département militaire fédéral, depuis 1994 au moins. Quelques jours plus tard, les journaux du groupe Tamedia dévoilent un document interne du Conseil fédéral datant de 2019 et affirmant que Kaspar Villiger était informé. Ce dernier dément à plusieurs reprises avoir su qui étaient les propriétaires de cette société,.

## Prix
En 2016, Kaspar Villiger reçoit Prix de la liberté de la Fondation Friedrich-Naumann, proche du Parti libéral-démocrate allemand, pour sa carrière politique.

## Publications
- (de) Eine Willensnation muss wollen – Die politische Kultur der Schweiz: Zukunfts- oder Auslaufmodell?, Zurich, Verlag Neue Zürcher Zeitung, 2009 (ISBN 978-3-03823-525-5)